# Lorne (Name)
Lorne ist ein englischer männlicher Vorname, der auch als Familien- und Ortsname vorkommt.

## Herkunft
Der Name ist vor allem in Kanada populär und leitet sich vom Ehrentitel Marquess of Lorne des britischen Adligen John Campbell, 9. Duke of Argyll ab, der von 1878 bis 1883 Generalgouverneur von Kanada war. Dieser Ehrentitel wiederum stammt vom schottischen Ort Lorne her, der nach dem Clanführer Loarn mac Eirc benannt sein soll.

## Varianten
- Männlich: Lorn
- Weiblich: Lorna, Lornah

## Namensträger

### Vorname
- Lorne Calvert (* 1952), kanadischer Politiker, Premierminister von Saskatchewan
- Lorne Cardinal (* 1964), kanadischer Filmschaffender
- Lorne Chabot (1900–1946), kanadischer Eishockeyspieler
- Lorne Greene (1915–1987), Schauspieler kanadischer Herkunft
- Lorne Lanning (* 1964), amerikanischer Spieleentwickler
- Lorn Macdonald (* 1992), britischer Schauspieler
- Lorne Michaels (* 1944), kanadisch-US-amerikanischer Filmproduzent

### Familienname oder Namensteil
- James Stewart of Lorne (ca. 1395 – ca. 1448), schottischer Adliger aus der Familie Stewart
- Marion Lorne (1883–1968), US-amerikanische Schauspielerin

### Pseudonym
- Mac P. Lorne (Matthias Lisse, * 1957), deutscher Schriftsteller